# Purka
Purka es una aldea del municipio de Rõuge, situado en el condado de Võru, Estonia. Según el censo de 2021, tiene una población de 11 habitantes.